# تا حدودی باردار
تاحدودی باردار (انگلیسی: Kinda Pregnant) یک فیلم کمدی-درام آمریکایی به کارگردانی تایلر اسپندل و نویسندگی جولی پایوا و ایمی شومر است. در این فیلم ایمی شومر، جیلیان بل، برایان هاو و ویل فورته به ایفای نقش پرداخته‌اند. داستان به دنبال لینی است، که به دلیل حسادت به بارداری بهترین دوستش، شروع به پوشیدن یک شکم باردار دروغین می‌کند - و به‌طور تصادفی با مرد رویاهای خود ملاقات می‌کند.
در حال حاضر قرار است این فیلم در ۵ فوریه ۲۰۲۵ توسط نتفلیکس منتشر شود.

## خلاصه داستان
بعد  از آنکه بهترین دوست لاینی ٫کیتی باردار می‌شود لاینی به او حسادت میکندو شروع به پوشیدن یک شکم ساختگی می‌کند. وقتی او با مرد رویاهایش ملاقات می‌کند همه چیز پیچیده می‌شود.

## ساخت
فیلمبرداری در فوریه و مارس ۲۰۲۴، در بروکلین، نیویورک انجام شد.